# Godart van der Capellen
Pour les articles homonymes, voir Van der Capellen.
 (février 2013).
Si vous disposez d'ouvrages ou d'articles de référence ou si vous connaissez des sites web de qualité traitant du thème abordé ici, merci de compléter l'article en donnant les références utiles à sa vérifiabilité et en les liant à la section « Notes et références ».
Le baron Godart van der Capellen, né le 15 décembre 1778 et mort le 10 avril 1848, est un homme politique néerlandais.

## Biographie
Membre du conseil des finances d'Utrecht (1805), il est nommé par Louis Bonaparte préfet de la Frise en 1808. Ministre des cultes et de l'intérieur (1809), lors de la réunion de la Hollande à la France, il refuse toute fonction.
Gouverneur-général des Indes orientales (1815-1826), il devient en 1828, curateur de l'université d'Utrecht. Ambassadeur à Londres (1838-1840), il est nommé ensuite grand-chambellan de Guillaume II.
Il a participé au Congrès de Vienne.